# Карскенс, Грейс
Грейс Элизабет Карскенс (англ. Grace Elizabeth Karskens, род. 12 марта 1958, Сидней) — австралийский историк, профессор-эмерит Школы гуманитарных наук университета Нового Южного Уэльса, бывший преподаватель истории Австралии, ныне консультант по вопросам истории и писательница, автор научно-популярных книг, отмеченных правительственными, литературными и международными премиями.
Член Королевского общества Нового Южного Уэльса и Австралийской гуманитарной академии.

## Биография
Грейс Карскенс родилась в Сиднее, Новый Южный Уэльс, в 1958 году. Она окончила школу, а затем Сиднейский университет по специальности «История» и «Историческая археология», получив степень магистра гуманитарных наук в 1986 и степень доктора философии в 1995 году, также имеет степень бакалавра гуманитарных наук. После этого Карскенс по контракту с частной компанией участвовала в образовательных и археологических проектах.
В 2001 году Грейс устроилась на работу в университет Нового Южного Уэльса, где получила должность профессора и стала преподавать историю Австралии. С 2012 года является членом научного общества Мюнхенского университета Рейчел Карсон Центр. Помимо этого она является членом консультативной группы резервного банка Австралии, которая отвечает за номинал и оформление новых купюр.

## Награды и признание
С 2010 года Грейс является членом Австралийской гуманитарной академии, с 2019 года — Королевского общества Нового Южного Уэльса. Лауреат премии имени премьера Нового Южного Уэльса и национальной премии имени Кристины Смит за работу об истории Содружества за книгу The Rocks: Life in Early Sydney. Также вместе с Шивоном Лавелем является лауреатом премии Национального наследия 2000 года за «План сохранения „Великой Северной дороги“», а также премии категории E вместе с Логаном Маккеем Годденом за серию научных статей.В 2009 году Грейс была включена в шорт-лист премии премьер-министра Австралии за работу по истории страны за работу The Colony: A History of Early Sydney, а в следующем году эта же работа удостоена премии Urban History Association (США) за лучшую нон-фикшн книгу не из Северной Америки. В 2018 году удостоена стипендии имени Корал Томас Кирквуд, а в 2019 году стала лауреатом Calibre Prize за эссе Nah Doongh’s Song от журнала «Австралийское книжное обозрение», крупнейшего литературного журнала страны.
В 2021 году последняя работа Грейс была включена в шорт-лист премии Next Generation Indie Book Awards за нон-фикшн литературу.

## Научные работы
Основные научные интересы Грейс — гуманитарные науки о городской архитектуре и окружающей среде, история ранней колониальной Австралии, в частности аборигенного населения, а также кросс-культурные исторические проекты. Она является попечителем Фонда исторических домов Нового Южного Уэльса, а также одним из основных редакторов и авторов Сиднейского словаря — онлайн-проекта о городе.
Книги
- Holroyd: A Social History of Western Sydney (англ.). — illustrated edition. — Sydney: UNSW Press[англ.], 1991. — 280 p. — ISBN 0868401080. — ISBN 9780868401089.
- An Historical and Archaeological Study of Cox's Road and Early Crossings of the Blue Mountains, New South Wales (англ.). — 2nd edition, reprinted. — Melbourne: La Trobe University, 1992. — 330 p.
- The Rocks: Life in Early Sydney (англ.). — 2nd edition, revised. — Melbourne: Melbourne University Press, 1998. — 304 p. — ISBN 0522848443. — ISBN 9780522848441.
- Four Essays about the Great North Road (англ.). — Sydney: Wirrimbirra Workshop, 1992. — 108 p. — (Convict Trail Occasional Monograph). — ISBN 0958569703. — ISBN 9780958569705.
- Inside The Rocks: The Archaeology of a Neighbourhood (англ.). — Hale & Iremonger, 1999. — 240 p. — ISBN 0868066664. — ISBN 9780868066660.
- The Colony: A history of early Sydney (англ.). — Crows Nest: Allen & Unwin, 2009. — 721 p. — ISBN 978-1-741-76666-0.
- People of the River: Lost worlds of early Australia (англ.). — 2nd edition. — Crows Nest: Allen & Unvin, 2020. — 688 p. — ISBN 195253559X. — ISBN 9781952535598.

Основные научные статьи и главы в совместных работах:
- Naked Possession: Building and the Politics of Legitimate Occupation in Early New South Wales, Australia // Investing in the Early Modern Built Environment: Europeans, Asians, Settlers and Indigenous Societies (англ.) / editor Carole Shammas[англ.]. — Leiden: BRILL, 2012. — Vol. 11. — P. 325—359. — 404 p. — (European Expansion and Indigenous Response). — ISBN 9004231161. — ISBN 9789004231160.
- Red Coats, Blue Jackets, Black Skin: Aboriginal Men and Clothing in the Early Colonial New South Wales (англ.) // Aboriginal History. — Canberra: ANU Press, 2011. — No. 35. — P. 1—35. — ISSN 1837-9389.
- Grace Karskens, Sarah Brown, Jodi Frawley, Steve Dovers, Andrea Gaynor, Heather Goodall[англ.], and Steve Mullins. Can Environmental History Save the World? (англ.) // History Australia. — New York: Taylor & Francis, 2008. — Vol. 5, no. 1. — P. 3.1—3.32. — ISSN 1833-4881.
- Water Dreams, Earthen Histories: Exploring Urban Environmental History at the Penrith Lakes Scheme and Castlereagh, Sydney (англ.) // Environment and History. — White Horse Press, 2007. — May (vol. 13, no. 2). — P. 115—154. — ISSN 0967-3407.